# Никогда, Гавриил Потапович
Гаврии́л Пота́пович Нико́гда (укр. Гаври́ло Пота́пович Нико́гда); 1885 — ???) — офицер Русской императорской армии, Георгиевский кавалер; в 1918—1919 годах — украинский военный деятель, полковник армии УНР.

## Биография
Из мещан Полтавской губернии, православного вероисповедания.
Общее образование получил в Прилукской гимназии.
В августе 1907 года поступил на военную службу юнкером Казанского пехотного юнкерского училища, полный курс которого окончил в 1910 году по первому разряду. 6 августа 1910 года произведен в подпоручики (со старшинством с 06.08.1909) и назначен в 176-й пехотный Переволоченский полк (г. Чернигов). Служил в 3-й роте младшим офицером. 15 ноября 1913 года за выслугу лет произведен в поручики (со старшинством с 06.08.1913). На 1913 год — холост.
Участник Первой мировой войны. С началом войны был переведен в 316-й пехотный Хвалынский полк, сформированный в июле 1914 года из кадра 176-го пехотного Переволоченского полка и вошедший в состав 79-й пехотной дивизии.
Командовал ротой. Принимал участие в боях на территории Восточной Пруссии, Царства Польского (в составе войск 2-й Армии Северо-Западного фронта, затем 1-й и 10-й Армий Западного фронта). Был дважды ранен, контужен. Награждён семью боевыми орденами, в том числе орденом Святого Георгия 4-й степени — высшей военной наградой Российской империи для обер-офицеров — и британским Военным крестом. Фотография поручика Гавриила Потаповича Никогды с перечислением его боевых наград была опубликована в еженедельном иллюстрированном журнале «Искры» № 38 за 1915 год (стр. 299) в рубрике «Наши герои».
Высочайшими Приказами от 08.12.1915 произведен в штабс-капитаны (со старшинством с 17.08.1915), от 08.05.1916, за отличия в дела против неприятеля, — в капитаны (со старшинством с 17.08.1915), от 20.05.1916 — в подполковники (со старшинством с 26.11.1915).
На апрель 1916 года — прикомандирован к Отдельному батальону для охраны Ставки Верховного Главнокомандующего, переименованному в июле 1916 года в Георгиевский батальон охраны Ставки (г. Могилёв). С начала 1916 по март 1917 служил в этом батальоне, охраняя Ставку.
В марте 1917 подполковник Георгиевского батальона Никогда был переведен в 5-й Морской полк Отдельной Черноморской морской дивизии (г. Севастополь). Полк и дивизия находились в стадии формирования и предназначались для осуществления морских десантных операций в тылу противника, в том числе — по овладению проливами (Босфором и Дарданеллами).
После Октябрьской революции 1917 года перешёл на сторону украинской Центральной Рады.
В мае 1918 года подполковник Никогда поступил на службу в украинскую армию гетмана Павла Скоропадского и был назначен исполняющим обязанности начальника отдела морской пехоты Главного морского штаба Морского министерства Украинской державы. Занимался формированием бригады морской пехоты трёхполкового состава. После упразднения гетманата остался на прежней должности, затем приказом по Морскому Ведомству от 01.01.1919 назначен начальником отдела морской пехоты Главного морского штаба армии УНР.
В конце апреля 1919 года полковник Никогда находился в Коломые, где под его командованием из бывших военнослужащих-украинцев австро-венгерского флота, служивших на Адриатике, формировался 1-й морской полк армии УНР (1-й Гуцульский полк морской пехоты).
Судьба Никогды Г. П. после апреля 1919 года неизвестна.

## Награды
- Медаль «В память 300-летия царствования дома Романовых» (1913)
- Орден Святого Станислава III степени с мечами и бантом (утв. ВП от 01.04.1916)
- Орден Святой Анны III степени с мечами и бантом (утв. ВП от 21.04.1915)
- Орден Святой Анны IV степени с надписью «За храбрость» (ВП от 06.06.1915, стр 25; повторно — утв. ВП от 14.10.1915, стр 18, — вероятно, утверждался орден Св. Анны 2-й степени.)
- Орден Святого Георгия 4-й степени (утв. ВП от 21.08.1915), — «за то, что при переправе батальона полка через р. Дубиссу в ночь с 1-го на 2-е мая 1915 года, идя во главе полуроты своей роты, атаковал действующий германский пулемёт и взял его с боя» [8]
- Орден Святого Станислава II степени с мечами[9] (1915)
- Орден Святой Анны II степени с мечами[9] (1915)
- Орден Святого Владимира IV степени с мечами и бантом (ВП от 26.10.1915)
- британский Военный крест (1915)